# Davis (Illinois)
Davis é uma vila localizada no estado americano de Illinois, no Condado de Stephenson.

## Demografia
Segundo o censo americano de 2000, a sua população era de 662 habitantes.
Em 2006, foi estimada uma população de 638, um decréscimo de 24 (-3.6%).

## Geografia
De acordo com o United States Census Bureau tem uma área de
1,1 km², dos quais 1,1 km² cobertos por terra e 0,0 km² cobertos por água. Davis localiza-se a aproximadamente 277 m acima do nível do mar.

## Localidades na vizinhança
O diagrama seguinte representa as localidades num raio de 16 km ao redor de Davis.